# 圣玛尔定堂 (比亚里茨)

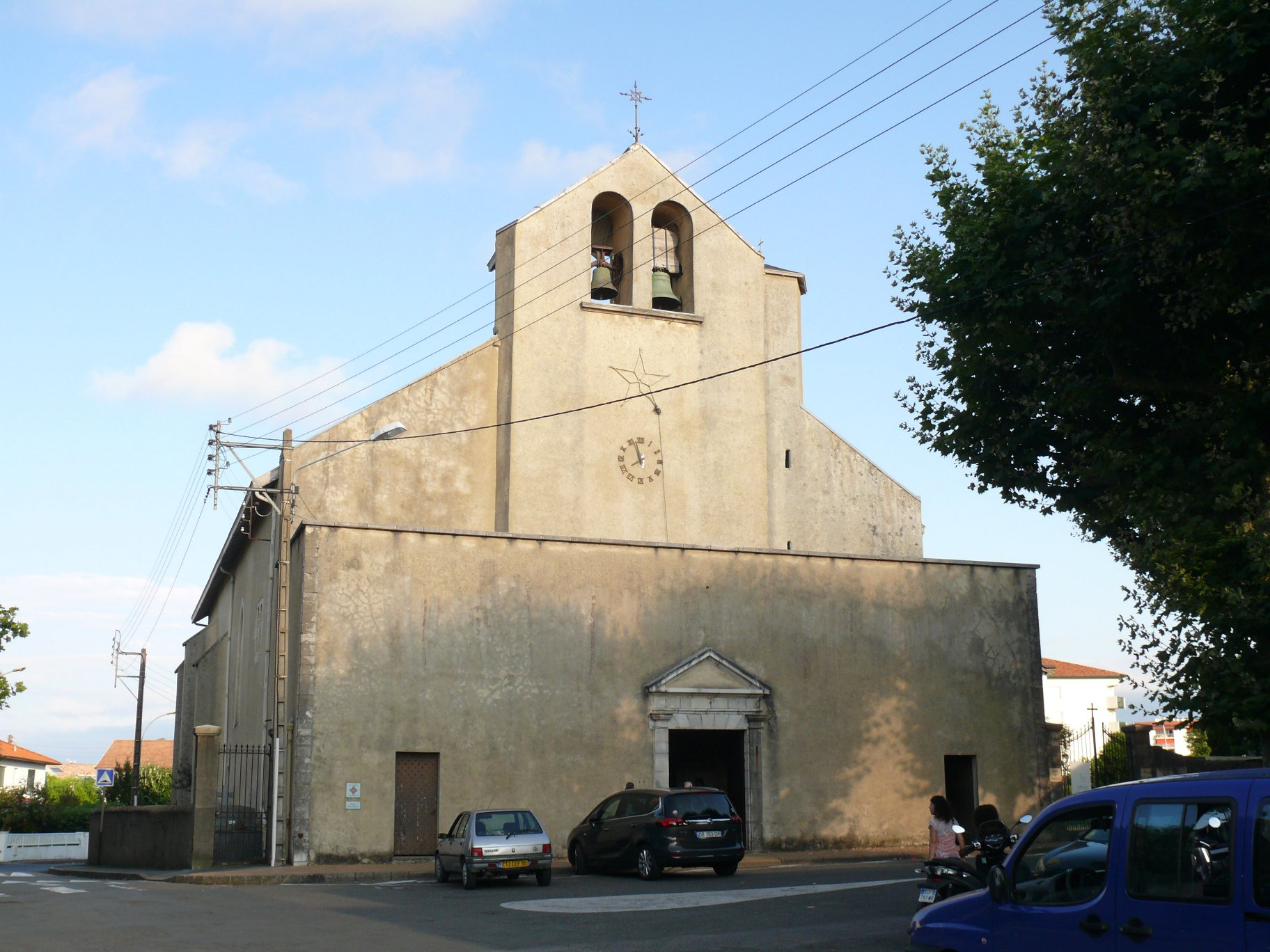

圣玛尔定堂（Église Saint-Martin）是一座罗马天主教教堂,位于法国新阿基坦大区大西洋比利牛斯省比亚里茨，属于天主教巴约讷教区的岩石圣母堂区（Notre-Dame-du-Rocher），堂区由圣安珍妮堂（Église Sainte-Eugénie）、圣嘉禄堂（église Saint-Charles）、圣若瑟堂（église Saint-Joseph）、布劳圣神小堂（chapelle du Saint-Esprit du Braou）和圣德肋撒堂（église Sainte-Thérèse）共同组成。
1931年，该堂列为法国历史遗迹。

## 历史
圣玛尔定是比亚里茨的主保圣人。以他的名字命名的堂区可以追溯到英国统治时期。现在的教堂建在一座已经消失的宗教建筑的原址上，这座建筑没有文献记载。该堂为罗马式，柱子上的1541年是扩建和改造的日期。
1894年，圣玛尔定堂是一座堂区教堂。1861年开始修复美化。Clement Mathieu从1906年起担任神父，这一时期的特点是法兰西第三共和国和法国教会之间的紧张关系。

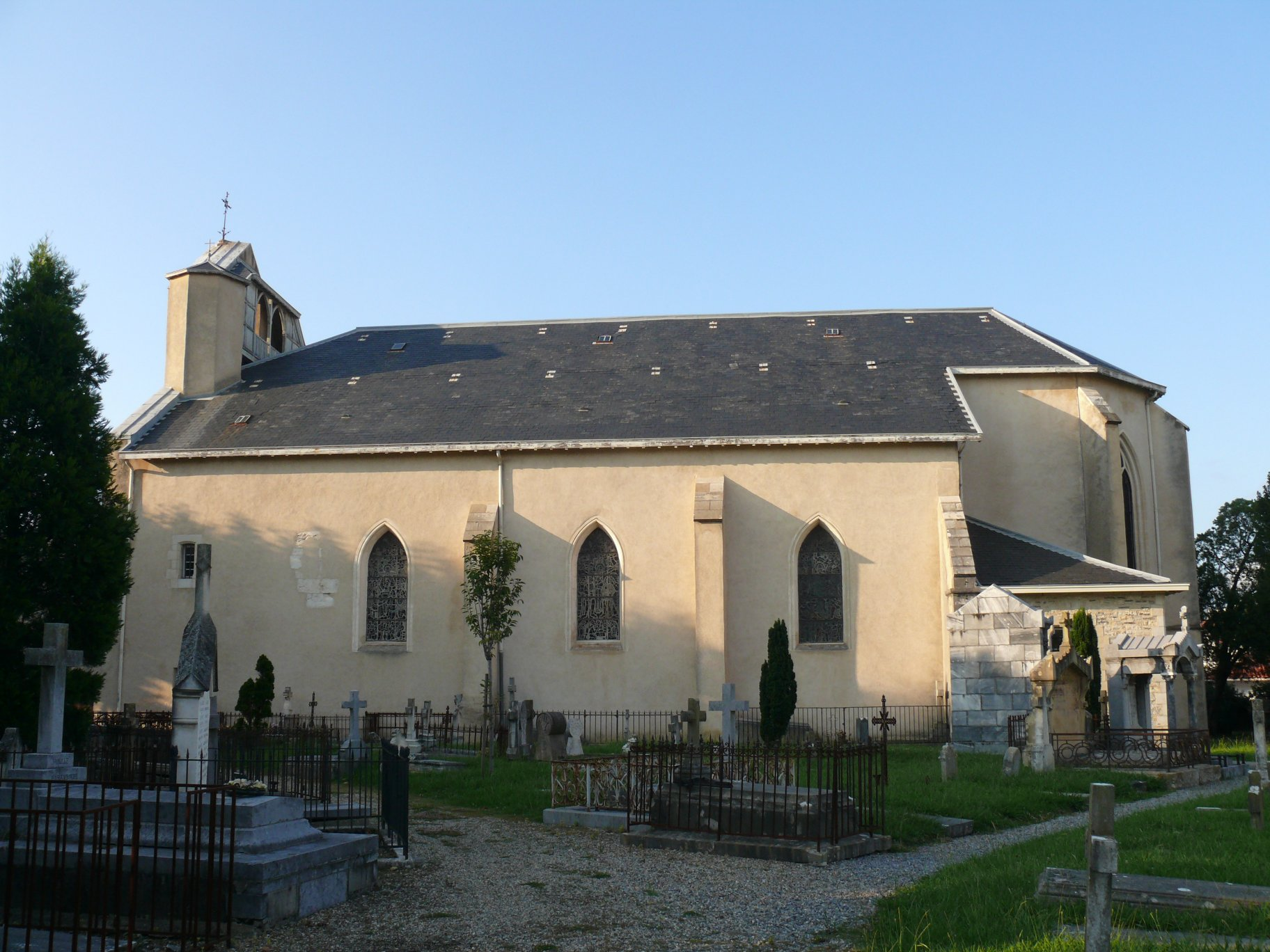
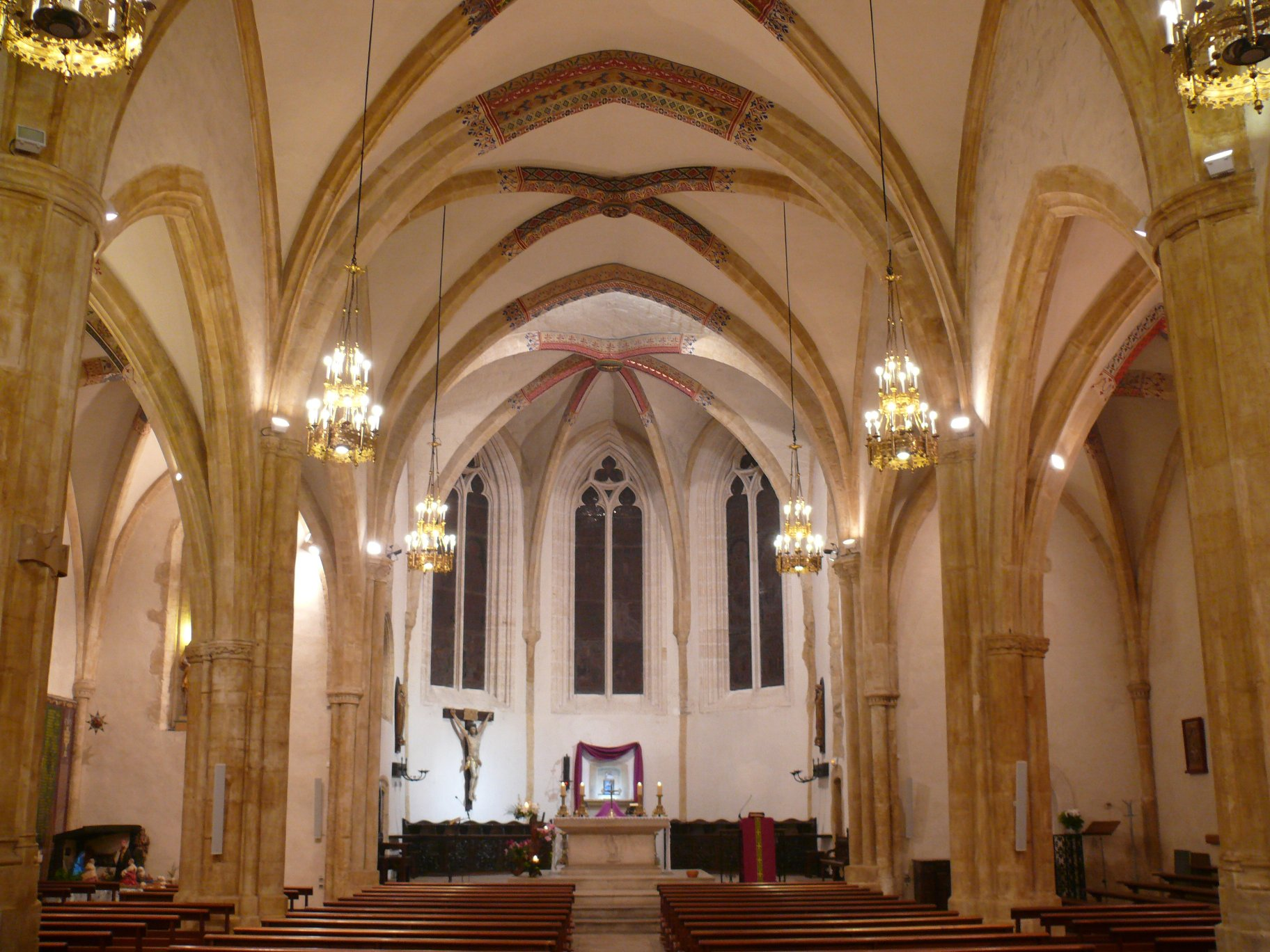
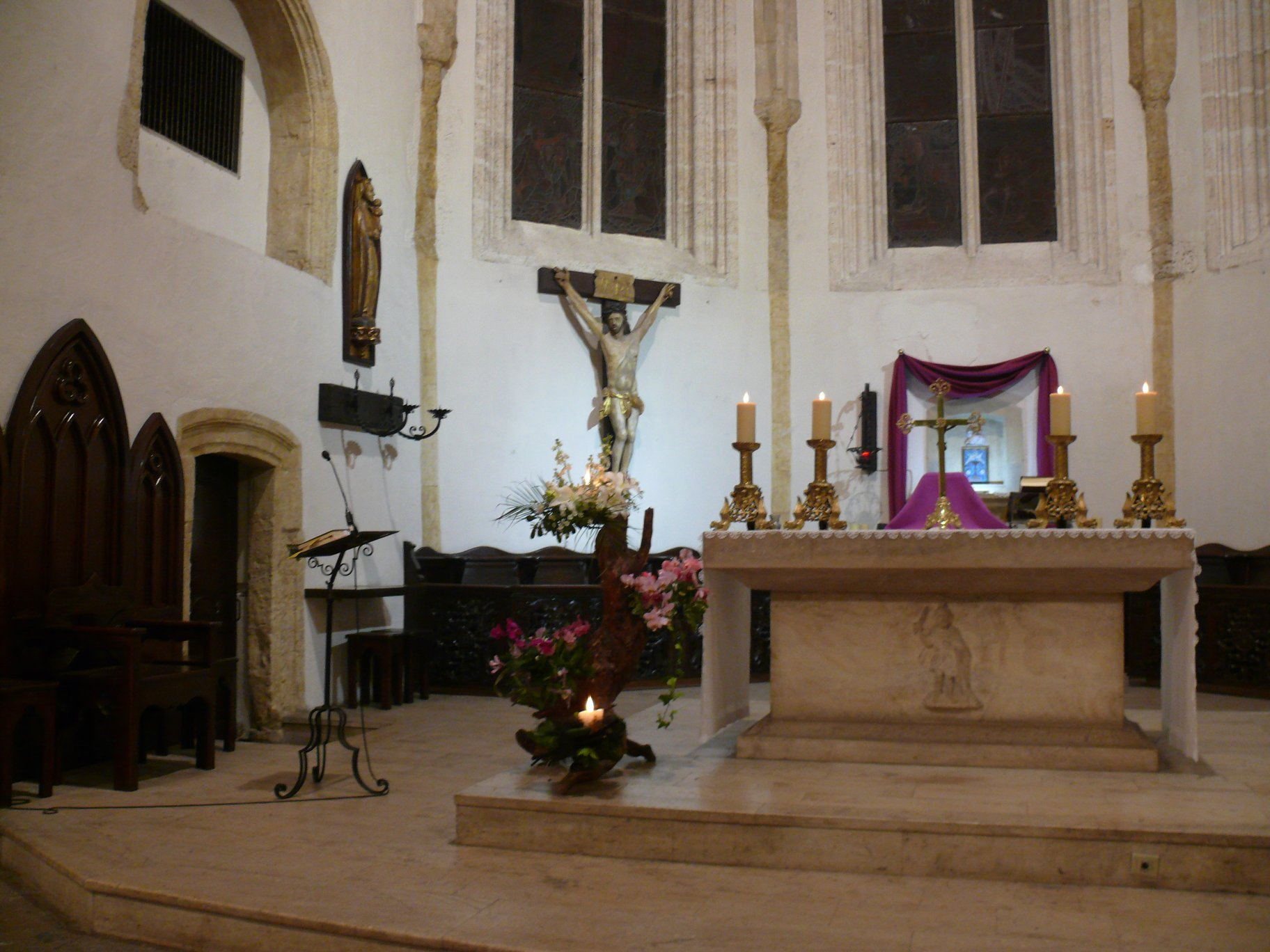
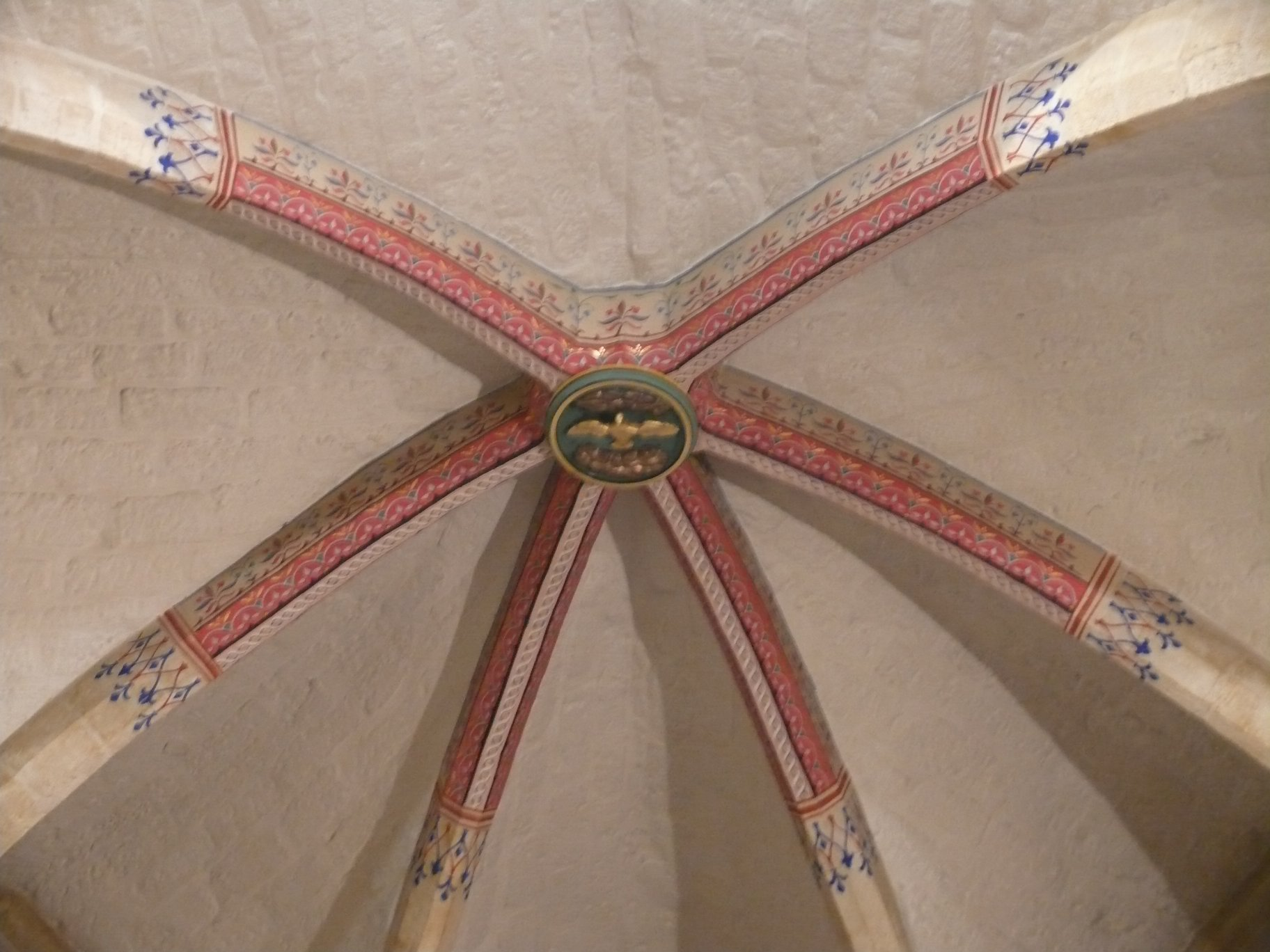